# 16696 Villamayor
16696 Villamayor è un asteroide della fascia principale. Scoperto nel 1995, presenta un'orbita caratterizzata da un semiasse maggiore pari a 2,4505850 UA e da un'eccentricità di 0,1436522, inclinata di 3,34761° rispetto all'eclittica.